# World Radio TV Handbook
The World Radio TV Handbook (eller WRTH) er en årlig engelsksproget opdateret encyklopædi over alle verdens radio- og tv-stationer.
WRTH udkom første gang i 1947, udgivet af Oluf Lund Johansen (1891–1975) som World Radio Handbook (WRH). Ordet "TV" kom med i titlen i 1961. Bogen havde allerede inkluderet tv-stationer i flere år. Oluf Lund Johansen medarbejder Jens M. Frost (1919–1999) købte rettighederne til WRTH i 1965. I 1986 overdrog Frost redaktørjobbet til Andrew G. Sennitt.
WRTH blev i 2022 solgt til det tyske forlag Radio Data Center GmbH. I december 2022 udgav de WRTH 2023.
1949-udgaven er den første, der er nummereret, som den fjerde udgave. De tre første er:
- 1. udgave, "Winter Ed. 1947" på forsiden og udgivet i november 1947.
- 2. udgave, "1948 (maj-november)" på omslaget og udgivet i maj 1948
- 3. udgave, "1948-49" på omslaget og udgivet i november 1948.

I perioden 1959-1971 udkom en særskilt opdatering om sommeren. Fra 1959 til 1966 blev dette kaldt "Sommertillægget". Fra 1967 til 1971 hed de "Sommerudgaven".

## Eksterne links
- World Radio TV Handbook's hjemmeside